# Kościół Matki Bożej Nieustającej Pomocy w Strzelczynie
Kościół Matki Bożej Nieustającej Pomocy w Strzelczynie – katolicki kościół filialny zlokalizowany we wsi Strzelczyn w gminie Chojna, w powiecie gryfińskim (województwo zachodniopomorskie). Jest filią parafii św. Antoniego z Padwy w Grzybnie.

## Historia i architektura
Kościół został wzniesiony pod koniec XVII wieku. Jest to budowla salowa, w konstrukcji szachulcowej. Sytuowany jest na planie prostokąta, z prezbiterium zamkniętym prostą ścianą. Nawę nakrywa dwupołaciowy dach. W XVIII i XIX wieku kościół przeszedł przebudowy. W tym okresie elewacja wschodnia otrzymała ozdobną, neogotycką ceglaną fasadę, ze schodkowym szczytem, z wieżą zakończoną sygnaturką nakrytą blaszanym dachem z krzyżem. Na wieży zawieszony jest dzwon z 1680 roku, przeniesiony z kościoła w Swobnicy.
Po zakończeniu II wojny światowej kościół został poświęcony jako świątynia katolicka w dniu 3 maja 1946 roku. W 1979 roku cały korpus nawowy został rozebrany i postawiony na nowo. Z oryginalnej konstrukcji zachowana została jedynie zachodnia fasada ceglana z wieżą.